# Augusta (Géorgie)
Pour les articles homonymes, voir Augusta.
Augusta est une ville de l'État de Géorgie, aux États-Unis. Augusta est située sur le fleuve Savannah, à la frontière entre la Géorgie et la Caroline du Sud. Sa population était de 202 081 habitants au recensement de 2020. En 1996, les gouvernements de la ville et du comté de Richmond décidèrent de fusionner pour former la ville-comté d'Augusta-Richmond, identifiée depuis par le simple nom de la ville. C'est aujourd'hui la troisième municipalité de Géorgie. Sa région métropolitaine, composée de sept comtés en Géorgie et en Caroline du Sud, comprenait 611 000 habitants en 2020 ; c'est la deuxième aire urbaine de l'État après la mégalopole d'Atlanta. Le surnom officiel d'Augusta est « Garden City ».

## Économie
Augusta possède un aéroport (Bush Field, code AITA : AGS).

## Histoire
La ville d'Augusta, fondée en 1736 par le général britannique James Edward Oglethorpe, a été nommé en l'honneur de la princesse Augusta de Saxe-Gotha, l'épouse de Frédéric, le prince de Galles. Dans les années 1760, la ville, poste de commerce sur le fleuve Savannah à 220 km de la ville portuaire de Savannah (et à 240 km de la côte Atlantique), voit arriver de nombreux planteurs de tabac de Virginie qui bâtissent de belles demeures comme Ezekiel Harris House. La ville devient capitale du nouvel État de Géorgie entre 1786 et 1795 après la guerre d'indépendance américaine et accueille des personnalités politiques comme le gouverneur George Walton signataire de la déclaration d'independance, qui a bâti la demeure Meadow Garden.
La déplacement d'esclaves de la Silver Bluff Plantation en Caroline du Sud durant la guerre d'indépendance américaine amène dans la ville d'une large population de noirs libres dans le village de Springfield en 1787, sur des terres confisquées. Ils ont construit une des plus anciennes églises noires libres d'Amérique.
Augusta a ensuite joué un rôle dans le développement économique des États-Unis dans les années 1820 en étant l'une des villes de la "ceinture du coton" qui ont fait l'histoire de la Géorgie, non loin de la frontière avec la Caroline du Sud. Au début du XIXe siècle, on y trouve des artisans d'origine française, comme Lewis Cuigno de Bordeaux ou John Barberon de Saint-Domingue.
Jusqu'à la fin du XVIIIe siècle, la ville vit plutôt de la culture du tabac mais au tournant du siècle elle prend en marche l'accélération de l'histoire de la culture du coton et devient un grand centre producteur pendant la première moitié du XIXe siècle, au même titre que d'autres villes de l'intérieur de la Géorgie telles que Macon, Milledgeville et Columbus, puis souffre de la dépression de 1837, ses planteurs étant par ailleurs partis vers les États de l'Alabama et du Mississippi. Pendant la guerre de Sécession de 1861–1865, Augusta est la plus importante place industrielle des États sécessionnistes, la seule ville de la confédération sudiste à posséder une industrie de fabrications d'armements.

## Démographie
| 1800  | 1810  | 1830  | 1840  | 1850  | 1860   |
| ----- | ----- | ----- | ----- | ----- | ------ |
| 2 215 | 2 476 | 6 710 | 6 403 | 9 448 | 12 493 |

| 1870   | 1880   | 1890   | 1900   | 1910   | 1920   |
| ------ | ------ | ------ | ------ | ------ | ------ |
| 15 389 | 21 891 | 33 300 | 39 441 | 41 040 | 52 548 |

| 1930   | 1940   | 1950   | 1960   | 1970   | 1980   |
| ------ | ------ | ------ | ------ | ------ | ------ |
| 60 342 | 65 919 | 71 508 | 70 626 | 59 864 | 47 532 |

| 1990   | 2000    | 2010    | - | - | - |
| ------ | ------- | ------- | - | - | - |
| 44 639 | 195 182 | 195 844 | - | - | - |

## Culture

### Événements
Augusta accueille chaque année la première levée des quatre tournois du Grand Chelem de golf, le Tournoi des Maîtres, sur l'un des parcours les plus exigeants de la planète, le Augusta National Golf Club. Le Tournoi des Maîtres se déroule habituellement la première semaine d'avril. C'est ici que les meilleurs golfeurs se disputent la victoire, récompensée par la remise d'une veste verte.

## Jumelage
- Biarritz (France) depuis 1992[4].

## Personnalités liées à la ville
- Amanda America Dickson (1849-1893), socialite
- Jasper Johns (né en 1930), peintre
- Jessye Norman (1945-2019), soprano
- Ben Bernanke (né en 1953), économiste américain.
- Hulk Hogan (1953-2025), catcheur, acteur et musicien
- Lenny Von Dohlen (1959-2022), acteur américain.
- Laurence Fishburne (né le 30 juillet 1961)
- Khary Payton (né en 1972), acteur américain.
- Danielle Brooks (née en 1989), actrice
- Stephen Vincent Benét y a vécu.